# ریو کیتو
ریو کیتو (انگلیسی: Río Quito) نام شهری در کشور کلمبیا است.